# Hufeisensiedlung

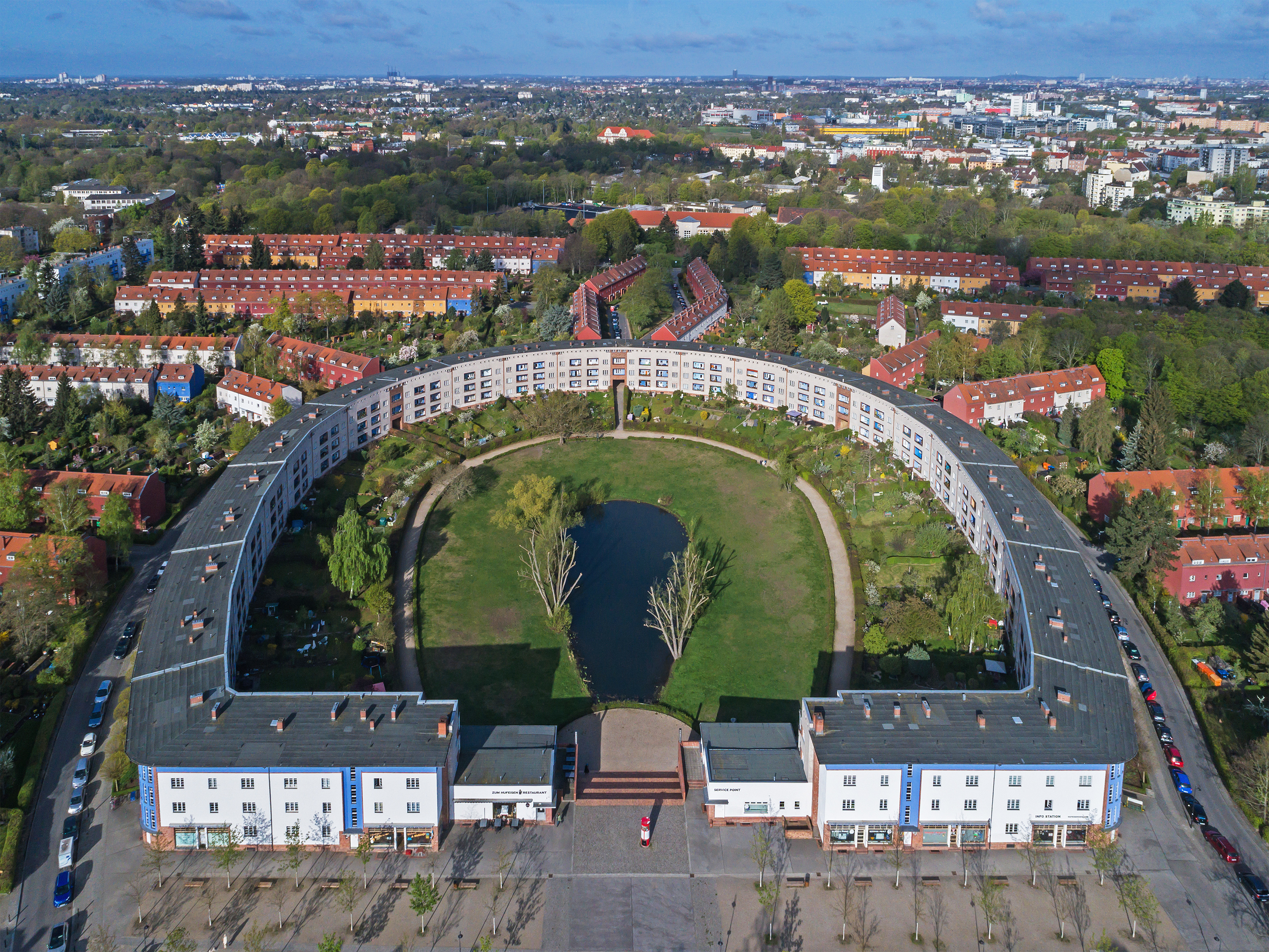
Vista aérea del Hufeisensiedlung

El Hufeisensiedlung  en el distrito berlinés de Britz es un asentamiento de viviendas sociales y desde 2008 Patrimonio de la Humanidad de la UNESCO. Fue diseñado por el arquitecto Bruno Taut, el arquitecto y más tarde arquitecto de la ciudad de Berlín Martin Wagner y el arquitecto de jardín Leberecht Migge. Es uno de los primeros proyectos de construcción de viviendas sociales y se considera un ícono de la planificación y la construcción urbanas modernas.
El asentamiento se construyó entre 1925 y 1933 en varias fases, de las cuales la 1925-1930 construyó las primeras seis secciones desde 1986 juntas como un edificio protegido por conjuntos. En 2008, la Hufeisensiedlung junto con otras cinco urbanizaciones de Berlín fue declarada Patrimonio de la Humanidad por la UNESCO por los Modernistas de Berlín. Que también registrada desde 2010 como un monumento jardín, llamado así por el componente central en la forma de un acuerdo de herradura es también parte del 1925 en la competencia directa de dos asociaciones de vivienda diferentes (GEHAG y Degewo) erigidas gran Britz. La parte del DeGeWo frente a la herradura, la llamada "Krugpfuhlsiedlung", también se construyó a partir de 1925 y fue diseñada por los arquitectos Ernst Engelmann y Emil Fangmeyer en una forma más tradicional.

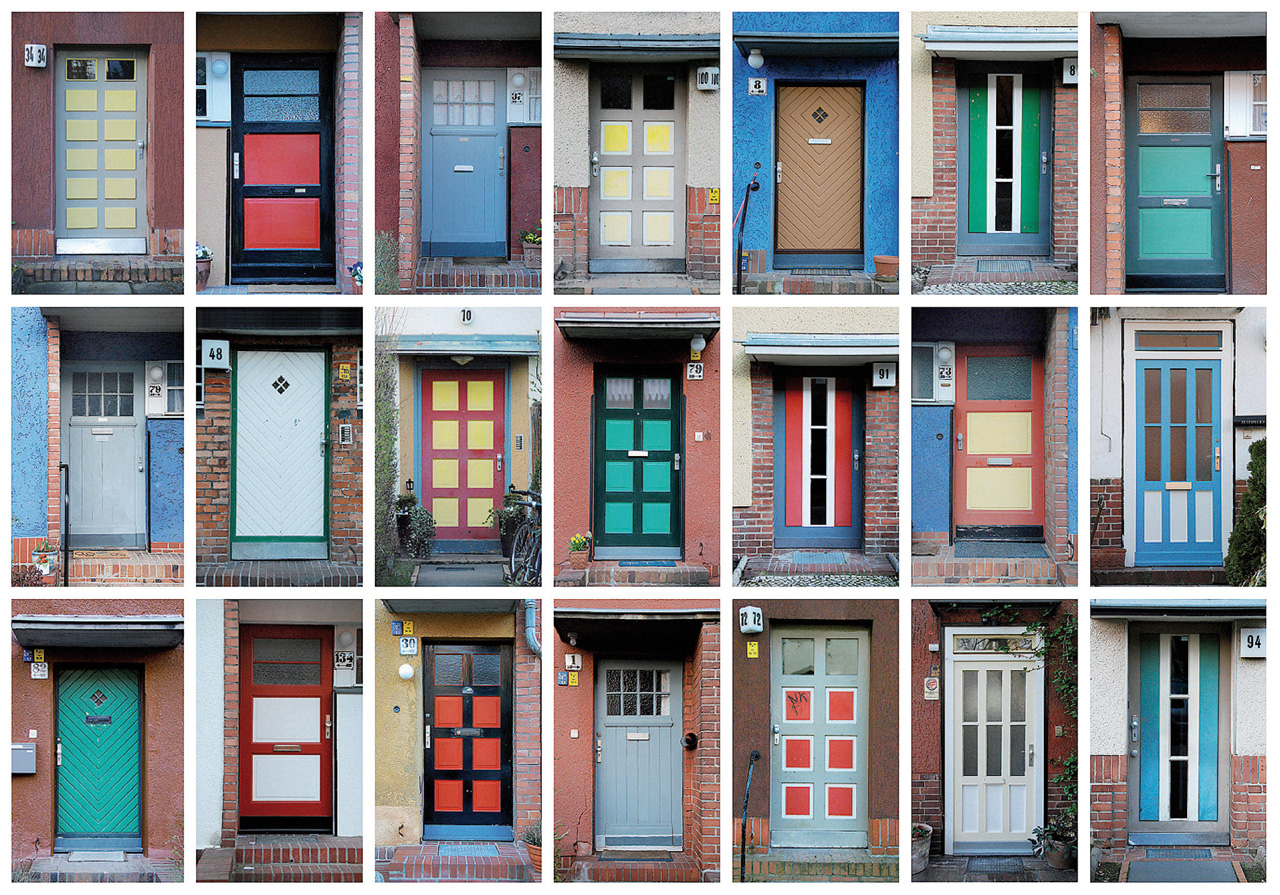
Hufeisensiedlung Detalles de las puertas 2011